# Таку Сигэтака
Таку Сигэтака (яп. 多久 茂堯, 10 декабря 1716 — 5 сентября 1769) — самурай княжества Сага периода Эдо, 7-й глава рода Таку.

## Биография
Старший сын Таку Сигэаки, 6-го главы рода Таку, и Со, дочери Таку Сигэфуми.
В 1738 году Сигэтака был назначен на должность каро у даймё Саги.
В 1749 году Исахая Сигэюки был помещён под домашний арест после потери 10 000 коку владений за участие в заговоре с целью свержения Набэсимы Мунэнори, даймё Саги. В июне 1750 года произошло восстание Исахая, организованный семьёй Исахая и жителями их земель, которые выступали против сокращения территории, а в августе силы даймё во главе с Таку Сигэтакой усмирили восставших. В 1767 году он получил от даймё титул сотоку (генерал-губернатора).
В мае 1769 года Сигэтака ушёл на покой по болезни и 5 сентября того же года умер в возрасте 52 лет. Он был похоронен в семейном храме Энцу-дзи в Таку.

## Семья
В 1740 году Таку Сигэтака женился на Тикити, дочери Набэсимы Наохидэ, 5-го даймё Оги. В 1750 году он развелся со своей женой Тикити.
Дети он наложницы из рода Яманака:
- Таку Канэцура, старший сын
- Таку Сигэнори, второй сын

Дети от наложницы, дочери Танаки Тюэмона:
- Таку Сигэтика, третий сын
- Набэсима Сигэсато, четвёртый сын, приёмный сын Набэсимы Сигэцунэ